# Exo from Exoplanet 1 – The Lost Planet
EXO FROM. EXOPLANET #1 – THE LOST PLANET là chuyến lưu diễn đầu tiên của nhóm nhạc nam Hàn - Trung EXO, diễn ra trong năm 2014. Tour diễn khởi động tại Nhà thi đấu Thể dục dụng cụ Olympic, Seoul, Hàn Quốc trong 3 ngày, từ 23 đến 25/5/2014. Tour diễn diễn ra sau khi phân nhóm EXO-K kết thúc đợt quảng bá cho phiên bản tiếng Hàn của mini-album thứ hai "Overdose" tại Hàn Quốc.

## Lịch sử
Ngày 8/4/2014, nhân dịp kỷ niệm 2 năm debut, công ty chủ quản SM Entertainment chính thức xác nhận sự trở lại của nhóm trong tháng 4/2014 cũng như kế hoạch quảng bá của nhóm cùng tour diễn đầu tiên. Theo đó, EXO tổ chức concert khởi động vào ngày 24 và 25/4 tại Nhà thi đấu Thể dục dụng cụ Olympic, Seoul, Hàn Quốc.. Ngày 16/4/2014, chỉ trong vòng 1.47 giây, toàn bộ số vé của 2 ngày diễn đều được bán hết. Không may thay, do ảnh hưởng của thảm kịch chìm phà Sewol, toàn bộ lịch trình này bị đẩy lùi hơn nửa tháng. Cuối tháng 4/2014, SM Entertainment quyết định mở thêm ngày diễn khởi động thứ 3 cho tour, vé bán vào 8/5/2014.

## Danh sách tiết mục
VCR (Intro)
- MAMA (remix) (KR-CH-KR)
- Let Out the Beast (CH-KR-CH)
- I'm Lay (Lay solo) (EN)
- 월광 (Moonlight) (EXO-K)

Ment
- Delight (Chanyeol solo) (KR)
- 너의 세상으로 (Into Your World) (EXO-M)
- Black Pearl (CH)
- Uprising (Chen solo) (KR)
- SHINee Medley: 쏘리 쏘리 (Sorry Sorry) (KR), Dream Girl (KR), 링딩동 (Ring Ding Dong), Genie (KR) & Gee (CH)
- XOXO (KR)
- Exorient (Sehun solo dance)
- Love, Love, Love (KR)
- Thunder (EXO-K)
- Tell Me What Is Love (D.O. solo) (KR)
- My Lady (EXO-M)
- My Turn to Cry (Baekhyun solo) (KR)
- 인어의 눈물 (Baby Don't Cry) (EXO-K)

Ment
- Machine (EXO-K)
- Breakin' Machine (Xiumin solo dance)
- 3.6.5 (CH-KR-CH)
- History (KR/CH)
- The Star (Luhan solo) (CH)
- Beautiful (Suho solo) (KR)
- 피터팬 (Peter Pan) (KR)
- Metal (Tao solo dance)

VCR (Heart Attack)
- Deep Breath (Kai solo) (KR)
- Overdose (KR)

(Encore)
- 늑대와 미녀 (Wolf) (KR)
- 으르렁 (Growl) (KR)

Ment
- Lucky (KR)
- VCR and Ending Ment

Opening (The Lost Planet)
- Haka (KR)
- MAMA (KR-CH-KR)
- Let Out The Beast (CH-KR-CH)
- I'm Lay (Lay solo) (EN)
- 월광 (Moonlight) (EXO-K)
- Rocket Dive (Chanyeol solo) (KR)
- 너의 세상으로 (Into Your World) (EXO-K)
- Black Pearl (CH)
- Uprising (Chen solo) (KR)
- XOXO (KR)
- Exorient (Sehun solo dance)
- Love, Love, Love (KR)
- Thunder (EXO-K)
- Tell Me What IS Love (D.O. solo) (KR)
- My Lady (EXO-M)
- My Turn to Cry (Baekhyun solo) (KR)
- 인어의 눈물 (Baby Don't Cry) (EXO-K)
- Machine (EXO-K)
- Breakin' Machine (Xiumin solo dance)
- 3.6.5. (CH-KR-CH)
- History (KR-CH-KR)
- 피터팬 (Peter Pan) (KR)
- Beautiful (Suho solo) (KR)
- Metal (Tao solo dance))
- Heart Attack (KR)
- Deep Breath (Kai solo) (KR)
- Overdose (KR)

Encore
- 늑대와 미녀 (Wolf) (KR)
- 으르렁 (Growl) (KR)
- The First Snow (KR)
- Lucky (KR)
- (ending)

VCR (Intro)
- MAMA (remix) (KR-CH-KR)
- Let Out the Beast (CH-KR-CH)
- I'm Lay (Lay solo) (EN)
- 월광 (Moonlight) (KR)

Ment
- Delight (Chanyeol solo) (KR)
- 너의 세상으로 (Into Your World) (EXO-M)
- Black Pearl (CH)
- Uprising (Chen solo) (KR)
- SHINee Medley: 쏘리 쏘리 (Sorry Sorry) (KR), Dream Girl (KR), 링딩동 (Ring Ding Dong), Genie (KR) & Gee (CH)
- XOXO (KR)
- Exorient (Sehun solo dance)
- Love, Love, Love (KR)
- Thunder (EXO-K)
- Tell Me What Is Love (D.O. solo) (KR)
- My Lady (EXO-M)
- My Turn to Cry (Baekhyun solo) (KR)
- 인어의 눈물 (Baby Don't Cry) (EXO-K)

Ment
- Machine (EXO-K)
- Breakin' Machine (Xiumin solo dance)
- 3.6.5 (CH-KR-CH)
- History (KR-CH-KR)
- The Star (Luhan solo) (CH)
- Beautiful (Suho solo) (KR)
- 피터팬 (Peter Pan) (KR)
- Metal (Tao solo dance)

VCR (Heart Attack)
- Deep Breath (Kai solo) (KR)
- Overdose (KR)

(Encore)
- 늑대와 미녀 (Wolf) (KR)
- 으르렁 (Growl) (KR)

Ment
- Lucky (KR)
- VCR and Ending Ment

VCR (Intro)
- MAMA (remix) (KR-CH-KR)
- Let Out the Beast (CH-KR-CH)
- I'm Lay (Lay solo) (EN)
- 월광 (Moonlight) (EXO-K)

Ment
- Delight (Chanyeol solo) (KR)
- 너의 세상으로 (Into Your World) (EXO-M)
- Black Pearl (CH)
- Uprising (Chen solo) (KR)
- SHINee Medley: 쏘리 쏘리 (Sorry Sorry) (KR), Dream Girl (KR), 링딩동 (Ring Ding Dong), Genie (KR) & Gee (CH)
- XOXO (KR)
- Love, Love, Love (KR)
- Thunder (EXO-K)
- Tell Me What Is Love (D.O. solo) (KR)
- My Lady (EXO-M)
- My Turn to Cry (Baekhyun solo) (KR)
- 인어의 눈물 (Baby Don't Cry) (EXO-K)

Ment
- Machine (EXO-K)
- Breakin' Machine (Xiumin solo dance)
- 3.6.5 (CH-KR-CH)
- History (KR-CH-KR)
- The Star (Luhan solo) (CH)
- Beautiful (Suho solo) (KR)
- 피터팬 (Peter Pan) (KR)
- Metal (Tao solo dance)

VCR (Heart Attack)
- Deep Breath (Kai solo) (KR)
- Overdose (KR)

(Encore)
- 늑대와 미녀 (Wolf) (KR)
- 으르렁 (Growl) (KR)

Ment
- Lucky (KR)
- VCR and Ending Ment

VCR (Intro)
- MAMA (remix) (KR-CH-KR)
- Let Out the Beast (CH-KR-CH)
- I'm Lay (Lay solo) (EN)
- 월광 (Moonlight) (EXO-K)

Ment
- Delight (Chanyeol solo) (KR)
- 너의 세상으로 (Into Your World) (EXO-M)
- Black Pearl (CH)
- Uprising (Chen solo) (KR)
- SHINee Medley: 쏘리 쏘리 (Sorry Sorry) (KR), Dream Girl (KR), 링딩동 (Ring Ding Dong), Genie (KR) & Gee (CH)
- XOXO (KR)
- Exorient (Sehun solo dance)
- Love, Love, Love (KR)
- Thunder (EXO-K)
- Tell Me What Is Love (D.O. solo) (KR)
- My Lady (EXO-M)
- My Turn to Cry (Baekhyun solo) (KR)
- 인어의 눈물 (Baby Don't Cry) (EXO-K)

Ment
- Machine (EXO-K)
- Breakin' Machine (Xiumin solo dance)
- 3.6.5 (CH-KR-CH)
- History (KR-CH-KR)
- Beautiful (Suho solo) (KR)
- 피터팬 (Peter Pan) (KR)
- Metal (Tao solo dance)

VCR (Heart Attack)
- Deep Breath (Kai solo) (KR)
- Overdose (KR)

(Encore)
- 늑대와 미녀 (Wolf) (KR)
- 으르렁 (Growl) (KR)

Ment
- Lucky (KR)
- VCR and Ending Ment

VCR (Intro)
- MAMA (remix) (KR-CH-KR)
- Let Out the Beast (CH-KR-CH)
- I'm Lay (Lay solo) (EN)
- 월광 (Moonlight) (EXO-M)

Ment
- Delight (Chanyeol solo) (KR)
- 너의 세상으로 (Into Your World) (EXO-M)
- Black Pearl (CH)
- Uprising (Chen solo) (KR)
- SHINee Medley: 쏘리 쏘리 (Sorry Sorry) (KR), Dream Girl (KR), 링딩동 (Ring Ding Dong), Genie (KR) & Gee (CH)
- XOXO (CH)
- Exorient (Sehun solo dance)
- Love, Love, Love (KR)
- Thunder (EXO-M)
- Tell Me What Is Love (D.O. solo) (KR)
- My Lady (EXO-M)
- My Turn to Cry (Baekhyun solo) (KR)
- 인어의 눈물 (Baby Don't Cry) (EXO-M)

Ment
- Machine (EXO-K)
- Breakin' Machine (Xiumin solo dance)
- 3.6.5 (CH-KR-CH)
- History (KR-CH-KR)
- The Star (Luhan solo) (CH)
- Beautiful (Suho solo) (KR)
- 피터팬 (Peter Pan) (KR)
- Metal (Tao solo dance)

VCR (Heart Attack)
- Deep Breath (Kai solo) (KR)
- Overdose (CH)

(Encore)
- 늑대와 미녀 (Wolf) (CH)
- 으르렁 (Growl) (CH)

Ment
- Lucky (CH)
- VCR and Ending Ment

VCR (Intro)
- MAMA (remix) (KR-CH-KR)
- Let Out the Beast (CH-KR-CH)
- I'm Lay (Lay solo) (EN)
- 월광 (Moonlight) (EXO-K)

Ment
- Delight (Chanyeol solo) (KR)
- 너의 세상으로 (Into Your World) (EXO-M)
- Black Pearl (CH)
- Uprising (Chen solo) (KR)
- SHINee Medley: 쏘리 쏘리 (Sorry Sorry) (KR), Dream Girl (KR), 링딩동 (Ring Ding Dong), Genie (KR) & Gee (CH)
- XOXO (CH)
- Exorient (Sehun solo dance)
- Love, Love, Love (KR)
- Thunder (EXO-M)
- Tell Me What Is Love (D.O. solo) (KR)
- My Lady (EXO-M)
- My Turn to Cry (Baekhyun solo) (KR)
- 인어의 눈물 (Baby Don't Cry) (EXO-M)

Ment
- Machine (EXO-K)
- Breakin' Machine (Xiumin solo dance)
- 3.6.5 (CH-KR-CH)
- History (KR-CH-KR)
- The Star (Luhan solo) (CH)
- Beautiful (Suho solo) (KR)
- 피터팬 (Peter Pan) (KR)
- Metal (Tao solo dance)

VCR (Heart Attack)
- Deep Breath (Kai solo) (KR)
- Overdose (KR)

(Encore)
- 늑대와 미녀 (Wolf) (KR)
- 으르렁 (Growl) (KR)

Ment
- Lucky (KR)
- VCR and Ending Ment

VCR (Intro)
- MAMA (remix) (KR-CH-KR)
- Let Out the Beast (CH-KR-CH)
- I'm Lay (Lay solo) (EN)
- 월광 (Moonlight) (EXO-M)

Ment
- Delight (Chanyeol solo) (KR)
- 너의 세상으로 (Into Your World) (EXO-M)
- Black Pearl (CH)
- Uprising (Chen solo) (KR)
- SHINee Medley: 쏘리 쏘리 (Sorry Sorry) (KR), Dream Girl (KR), 링딩동 (Ring Ding Dong), Genie (KR) & Gee (CH)
- XOXO (CH)
- Exorient (Sehun solo dance)
- Love, Love, Love (KR)
- Thunder (EXO-M)
- Tell Me What Is Love (D.O. solo) (KR)
- My Lady (EXO-M)
- My Turn to Cry (Baekhyun solo) (KR)
- 인어의 눈물 (Baby Don't Cry) (EXO-M)

Ment
- Machine (EXO-K)
- Breakin' Machine (Xiumin solo dance)
- 3.6.5 (CH-KR-CH)
- History (KR-CH-KR)
- The Star (Luhan solo) (CH)
- Beautiful (Suho solo) (KR)
- 피터팬 (Peter Pan) (KR)
- Metal (Tao solo dance)

VCR (Heart Attack)
- Deep Breath (Kai solo) (KR)
- Overdose (CH)

(Encore)
- 늑대와 미녀 (Wolf) (CH)
- 으르렁 (Growl) (CH)

Ment
- Lucky (CH)
- VCR and Ending Ment

## Danh sách buổi diễn
| Ngày          | Thành phố   | Địa điểm   | Địa điểm                               | Số vé  |
| ------------- | ----------- | ---------- | -------------------------------------- | ------ |
| 23-25/5/2014  | Seoul       | Hàn Quốc   | Nhà thi đấu Thể dục dụng cụ Olympic    | 44.190 |
| 1-2/6/2014    | Hồng Kông   | Trung Quốc | AsiaWorld–Arena                        | 28.000 |
| 14/6/2014     | Vũ Hán      | Trung Quốc | Wuhan Sports Center Stadium            | 54.357 |
| 28/6/2014     | Trùng Khánh | Trung Quốc | Trung tâm Thể thao Olympic Trùng Khánh | 58.680 |
| 5/7/2014      | Thành Đô    | Trung Quốc | Trung tâm Thể thao Thành Đô            | 42.000 |
| 11-12/7/2014  | Đài Bắc     | Đài Loan   | Nhà thi đấu Đài Bắc                    | 30.164 |
| 18-19/7/2014  | Thượng Hải  | Trung Quốc | Mercedes-Benz Arena                    | 21.248 |
| 27/7/2014     | Trường Sa   | Trung Quốc | Helong Stadium                         | 55.000 |
| 2/8/2014      | Tây An      | Trung Quốc | Shaanxi Province Stadium               | 50.100 |
| 23/8/2014     | Singapore   | Singapore  | Sân vận động trong nhà Singapore       | 12.000 |
| 30/8/2014     | Quảng Châu  | Trung Quốc | Guangzhou International Sports Arena   | 18.000 |
| 6/9/2014      | Jakarta     | Indonesia  | Lapangan D Senayan                     |        |
| 13-14/9/2014  | Bangkok     | Thái Lan   | Impact, Muang Thong Thani              |        |
| 20-21/9/2014  | Bắc Kinh    | Trung Quốc | Trung tâm MasterCard                   |        |
| 11-13/11/2014 | Fukuoka     | Nhật Bản   | Marine Messe Fukuoka                   |        |
| 18-20/11/2014 | Tokyo       | Nhật Bản   | Sân vận động Quốc gia Yoyogi           |        |
| 22-24/12/2014 | Ōsaka       | Nhật Bản   | Hội trường Osaka-jō                    |        |

Ngày 25/5/2014, một nguồn tin cho biết danh sách bổ sung một vài địa danh có thể là các điểm đến tiếp theo của tour diễn, bao gồm:
- Trung Quốc: Thanh Đảo, Thượng Hải, Trường Sa, Tây An, Quảng Châu
- Đông Nam Á: Manila (Philippines), Singapore (Singapore), Jakarta (Indonesia), Bangkok (Thái Lan)
- Nhật Bản: Tokyo, Fukuoka, Nagoya, Osaka

## Sản xuất
- Trình diễn: EXO
- Sản xuất: SM Entertainment
- Tổ chức: DreamMaker
- Hỗ trợ: GMarket, Genie